# 崔桓
崔桓（韓語：최환，1943年4月20日—），男，韩国检察官。

## 生平
崔桓出生于韩国忠清北道永同郡，父亲是一位铁道公务员，1965年从首尔大学毕业，学生时代曾参加韩日六三会谈的反对运动。1966年通过司法考试，之后考入首尔大学司法研究生院，1968年进入陆军以法务官身份服役，退役時為上尉。
1987年，韩国发生大学生朴锺哲被拷问致死事件，崔桓作为首尔地方检察厅公安部部长，在重重压力下坚持对朴锺哲尸体进行尸检，对查清死因真相起了重要作用。
1995年，崔桓担任首尔地方总检察长，任内指挥拘留起诉了韩国前总统全斗焕、卢泰愚。

## 影视作品
- 1987：黎明到来的那一天 河正宇饰演崔桓